# Portada/efemèride juliol 8
Flossie Wong-Staal
« 7 de juliol · 8 de juliol · 9 de juliol »